# 22 Ochotnicza Dywizja Kawalerii SS „Maria Theresia”
22 Ochotnicza Dywizja Kawalerii SS „Maria Theresia” (niem. 22. SS-Freiwilligen-Kavallerie-Division „Maria Theresia”) – dywizja kawalerii Waffen-SS, walcząca podczas II wojny światowej. Została sformowana 1 maja 1944 roku z węgierskich volksdeutschów (głównie etnicznych Niemców, objętych obowiązkiem służby wojskowej) oraz 17 pułku kawalerii SS (poprzednio 3 pułk kawalerii SS) z 8 Dywizji Kawalerii SS Florian Geyer. Do 17 pułku dołączył nowo utworzony 1 pułk kawalerii, przemianowany następnie na 52 pułk kawalerii. W październiku 1944r rozpoczęto formowanie trzeciego – 53 pułku kawalerii SS, lecz nie zostało ukończone. Od listopada 1944 roku do lutego 1945 roku dywizja broniła Budapesztu. Z oblężonego miasta wydostało się zaledwie kilkuset konnych esesmanów, których przydzielono do dywizji „Lützow”. 
Dywizja ta w literaturze znana jest pod nazwą „Maria Theresia” (pochodzącą od cesarzowej Marii Teresy), jednakże nie są na razie znane żadne dokumenty, z których wynikałoby, że dywizja ta nosiła taką nazwę; nie potwierdza jej również m.in. dziennik urzędowy Waffen SS.

## Dowódcy
- SS-Brigadeführer August Zehender (21 kwietnia 1944 – 11 lutego 1945)